# مجال بصري
المجال أو الحقل البصري هو مصطلح يستخدم في الفيزياء وحساب التفاضل والتكامل لتحديد المجال الكهربائي الموضح في معادلة الموجة الكهرومغناطيسية التي يمكن اشتقاقها من معادلات ماكسويل.
{\displaystyle {\boldsymbol {E}}({\boldsymbol {x_{0}}})={{\boldsymbol {F}} \over q_{0}}={1 \over 4\pi \varepsilon _{0}}{q_{1} \over ({\boldsymbol {x_{1}-x_{0}}})^{2}}{\boldsymbol {{\hat {r}}_{\text{1,0}}}}}
```
في 
النظرية الكهرومغناطيسية
 تنتشر 
الموجات الكهرومغناطيسية
 بحيث يكون كل من تذبذب 
المجال المغنطيسي
 وتذبذب 
المجال الكهربائي
 متعامدين مع اتجاه انتشار الموجة. كما هو الحال مع أي موجة تقوم الموجات الكهرومغناطيسية بنقل الطاقة وبالتالي يتم تقاسم إجمالي 
كثافة الطاقة
 بين 
الحقول الكهربائية
 والمغناطيسية المكونة.
[
1
]
```

بما أن المجال الكهربائي أكثر فاعلية بشكل كبير في ممارسة القوى ويقوم بعمل على الشحنات من المجال المغناطيسي فإن الحقل الكهربائي E كما هو بالمعادلة يشار إليه بالمجال أو الحقل البصري.

## المجالات الكهربائية المتغيرة
تغير مقدار المجال الكهربائي بالنسبة للزمن يولد حتما مجالا مغناطيسيا متغيرا في الزمن، والمجال المغناطيسي المتغير يولد كذلك مجالا كهربائيا متغيرا في الزمن، هذا أساس توليد الكهرباء والموجات الكهرومغناطيسية. والقانون الذي يحكم هذا التوليد المتناوب بين المجالين الكهربائي والمغناطيسي هو قانون فرداي والذي ينص على ما يلي:
{\displaystyle \nabla \times \mathbf {E} =-{\frac {\partial \mathbf {B} }{\partial t}}}
{\displaystyle \nabla \times \mathbf {E} } تكور المجال الكهربائي.
{\displaystyle -{\frac {\partial \mathbf {B} }{\partial t}}} معدل تغير المجال المغناطيسي في الزمن.